# 变身！公主偶像
《变身！公主偶像》是由SEGA和小學館共同開發，以女童為目標受眾的交換卡片遊戲類街機遊戲，并且有其相關的漫畫及電視動畫。人物設計由日本漫畫家陣名舞（陣名まい）負責。

## 概要
遊戲的内容是和《時尚魔女 LOVE AND BERRY》相同的3D少女跳舞類。
由2010年4月開始播放電視動畫。其人物設計是陣名舞，陣名舞同時也預告將開始漫畫的連載。

## 登場人物

### 主要角色
雪森綾晴（聲：動畫版─和田彩花（S/mileage）、遊戲版─石黑千尋、台灣─傅其慧、香港─劉惠雲）
生日是4月8日，牡羊座，血型O型。
非常開朗的女孩子。粉紅短髮，瞳孔呈橙紅色，穿泥黃色長靴。能变身成白雪公主。
喜歡的食物是蘋果派。家裏有七個弟弟（七矮人）。
魔法寵物搭檔是。
高城蕾拉（聲：動畫版─前田憂佳（S/mileage）、遊戲版─佐藤聰美、台灣─黃珽筠、香港─陳皓宜）
生日是6月1日，雙子座，血型AB型。
擅長扫除和編織的女孩子。鵝黃短髮，瞳孔呈冰藍色。能变身成灰姑娘。
經常忘記東西和掉下鞋子（灰姑娘故事中，最後把水晶鞋丟在了王子的城堡階梯上）。個性細心善良。運動細胞很差。
魔法寵物搭檔是。
笹原名月（聲：動畫版─福田花音（S/mileage）、遊戲版─三上枝織、台灣─吳貴竹、香港─柚子蜜）
生日是11月18日，天蠍座，血型B型。
運動型的女孩子。紫髮雙馬尾，瞳孔呈藍紫色，穿黑色長靴。能变身成竹林公主(輝夜姬)。
個性不直率，不願讓別人幫忙。家裡是買賣和服與絲綢的古服世家。
喜歡的食物是布丁。
魔法寵物搭檔是。
★註：三人都喜歡偶像明星Wish。
Wish（聲：動畫版─柿原徹也、遊戲版─庄司宇芽香、台灣─賀宇傑、香港—李凱傑）
生日是10月31日，天蠍座。
上述三位主角身邊出沒的神秘人物，有著高深莫測的力量與秘密。
真實身分是童話王國女王的兒子-克理斯王子。而在人間的身份，是一名偶像歌手，不苟言笑。
在童話王國，沒有變成兔子以前，是一位笑容發光的人。
因為需要一樣條件以作交換才能拿取變身用的寶石，而抽中的牌是變成兔子。解咒方法是「遇到強烈的光」。
如果一直沒解除咒語，就會失去記憶，變成真正的兔子。於第46集中，Wish因遲遲未解咒而變成兔子，並把自己的錶交給公主們。
於第51集成功解咒。
據其母親-女王所言，應該很喜歡蛋包飯。
被薇薇常常用信用卡等的普通日常用的卡片照着他，以為可變回王子，但未能成功（他早料到）。使他覺得很無奈。

### 花咲小學師生
熱井太郎（聲：動畫版─三宅健太、台灣─賀宇傑、香港─蔡德鈞）
綾晴的班主任。非常熱情。同學們未受影響。
早乙女光太郎（聲：動畫版─熊井統子、台灣─黃珽筠、香港─陸惠玲）
綾晴的同學，熱衷練習小提琴。
曾因演奏失敗對自己失去信心，因此害怕演奏，後來在LilPri的歌聲鼓勵下重新找回自信。而且還有些自負。喜歡被人稱為Wish。
岡本天子（聲：動畫版─壽美菜子、台灣─石薇、香港─張頌欣）
綾晴的同學，喜歡變魔術。於第15集登場。
內木美美子（聲：動畫版─片岡梓、香港─曾佩儀）
綾晴的同學，曾在試膽大會中因為害怕躲起來，因為變身公主的歌聲，讓她不再害怕。
星野桃花（聲：動畫版─明坂聰美、香港─羅杏芝）
綾晴的同學，以洋裝穿著登場，喜歡看飛魚英雄。
橘真美子（聲：動畫版─中島亞紀、香港─鄭麗麗）
綾晴的同學，亦為她們班上的班長，很負責任。
夏目真晝（聲：動畫版─水橋香織、香港─張頌欣）
綾晴的同學，夏目真夏的姊姊。
岡田南（聲：動畫版─豐口惠、香港─張頌欣）
綾晴的同學，是個愛吃咖哩的人，曾經靠著願望成為咖哩偶像，和Wish競爭獲勝。
楓（聲：動畫版─下田麻美、香港─羅杏芝）
綾晴隔壁班的同學，於第38集起登場。
小野幸生（聲：動畫版─廣橋涼、香港─陳琴雲）
綾晴的同學，小野三太郎的孫子。

### 主角的家人
雪森林檎朗（聲：動畫版─川島得愛、台灣─賀宇傑、香港─蕭徽勇）
綾晴的父親，自營和菓子店，並以製作蘋果派為專長。
雪森藤子（聲：動畫版─內川藍維、台灣─石薇、香港─陸惠玲）
綾晴的母親。
綾晴的弟弟們（聲：動畫版─片岡梓（月曜&金曜）、平田真菜（火曜）、嶋村侑（水曜）、原島梢（木曜）、香港─陳琴雲（月曜）、曾佩儀（火曜）、黃麗芳（水曜）、鄭麗麗（木曜）、魏惠娥（金曜）、袁淑珍（土曜）、梁少霞（日曜））
一共七人，依序稱作月曜、火曜、水曜、木曜、金曜、土曜與日曜。
而綾晴的七個弟弟則影射《白雪公主》故事中的七個小矮人。
馬可·巴巴隆奇諾（聲：動畫版─土田大、香港─陳廷軒）
蕾拉的父親，皮鞋店店長，義大利人，專長為料理。
高城圓子（聲：動畫版─平田真菜、台灣─傅其慧、香港─梁少霞）
蕾拉的母親，空中服務員。丈夫在海外出差，家裡剩下母女兩人共同生活。
蕾拉的嬸嬸（聲：動畫版─高橋里枝、平田真菜）
做事經常笨手笨腳，其實是兩姊妹。
影射的是看不起灰姑娘的兩位姊姊。
名月的祖父（聲：動畫版─吉開清人、台灣─賀宇傑、香港─盧國權）
自營服裝店。因為名月的父母皆在海外出差，故與妻子、孫女三人一起顧店。
名月的祖母（聲：動畫版─山口享佑子、台灣─石采薇、香港─袁淑珍）
自營服裝店，也是為名月命名的人。
名月的祖父母則影射日本童話故事《竹取物語》中求子心切的老夫婦。

### 其他角色
古林幸惠（聲：動畫版─土井美加、台灣─石采薇、香港─黃麗芳）
笹原服裝店的老主顧，也是名月的日本舞蹈專屬教師。
光太郎之母（聲：動畫版─中島佳葉、香港─袁淑珍）
光太郎的母親，以兒子身為小提琴家為榮。
颯太（聲：動畫版─小林由美子、香港─魏惠娥）
兩歲的男童，曾在一間百貨公司與母親走散，之後在綾晴三人的協助下順利與母親重聚。於第5集登場。
颯太之母（聲：動畫版─原島梢、台灣─傅其慧、香港─陸惠玲）
於第5集登場。
麥可（Mike，聲：動畫版─小田敏充、台灣─吳東原、香港─陳廷軒）
綾晴三人的舞蹈教練，於第6集登場。
婦人A、B、C（聲：動畫版─平田真菜、嶋村侑、原島梢、香港─蔡惠萍、鄭麗麗、陸惠玲）
綾晴三人的歌唱指導老師，於第6集起登場。
川邊承美（聲：動畫版─新谷良子、台灣─石采薇、香港─魏惠娥）
Wish的超級粉絲，於第8集起登場。
小剛（聲：動畫版─青山桐子、香港─蔡惠萍）
小驅（聲：動畫版─小平有希、台灣─賀宇傑、香港─黃麗芳）
小守（聲：動畫版─比嘉久美子、香港─張頌欣）
上述三者於第9集登場，為當地足球隊「花咲射手隊」的成員。
岡正樹（聲：動畫版─飛田展男、台灣─吳東原、香港─譚炳文）
專長為俳句，於第10集登場。
小蘭（聲：動畫版─嶋村侑、台灣─石采薇、香港─張頌欣）
岡正樹所飼養的金絲雀。
亞地地燃子（聲：動畫版─小島幸子、台灣─石采薇﹑香港—鄭麗麗）
蕾拉的鄰居，於第11集與熱情老師結婚。性格和丈夫一樣熱情。
落合久美（聲：動畫版─遠藤綾、台灣─石采薇、香港─羅杏芝）
柚子小路栗麻呂（聲：動畫版─阪口大助、香港─黃麗芳）
木崎鳴史（聲：動畫版─高橋美佳子、香港─何寶珊）
七光強士（聲：動畫版─洞內愛、香港─陸惠玲）
鷲尾拓也（聲：動畫版─佐佐木望、香港─魏惠娥）
上述四者為名月的求婚者。
金田一（聲：動畫版─上岡麻佳、香港─魏惠娥）
少年偵探團組長。
明智省吾（聲：動畫版─森優子、香港─梁少霞）
大江戶南太（聲：動畫版─大原桃子、香港─黃瑩瑩）
上述兩者為少年偵探團團員。
夏目真夏（聲：動畫版─長谷川靜香、香港─林元春）
夏目真晝的妹妹，五歲。
梓美（聲：動畫版─大久保瑠美、香港─羅杏芝）
小野三太郎（聲：動畫版─伊藤和晃、香港─張炳強）
小野幸生的爺爺，人稱「花咲町的聖誕老人」。

### 童話王國
古利斯（聲：動畫版─柿原徹也、遊戲版─庄司宇芽香、台灣─賀宇傑、香港—李凱傑）
來自童話王國的一隻兔子外觀的生物，為Wish的真實身分。
特徵是經常拿著一塊上面刻著月亮的金錶看時間（可能是因為要變成Wish來出席活動，女王送的）；讓人覺得像愛麗絲夢遊仙境裏的兔子先生。經常幫助LilPri解決事情。
（聲：動畫版─高木禮子、台灣─黃珽筠、香港—黃淑芬）
綾晴的魔法寵物。水色的小鳥。當牠說話完畢，經常「Zhu zhu！（朱朱）」叫。
曾被金絲鳥甩過，所以失戀過。
（聲：動畫版─中司優花、台灣─吳貴竹、香港─許盈）
蕾拉的魔法寵物，橙色的睡鼠，有著大大的耳朵，總是被他人認作松鼠，十分貪吃。
（聲：動畫版─早水理沙、台灣─石采薇、香港─林芷筠）
名月的魔法寵物。綠色的龍之子。總被認作玩偶。很想飛和噴火。
童話王國女王（聲：動畫版─佐久間玲、台灣─石采薇、香港─鄭麗麗）
童話王國的女王。
露露（聲：動畫版─神田朱未、台灣─傅其慧(東森幼幼台版本)、香港─魏惠娥）
童話王國的花精靈。
蘑菇兄妹（聲：動畫版─嶋村侑、平田真菜）
專長為歌唱。
湖中仙女（聲：動畫版─原島梢、香港─黃麗芳）
出自「金斧頭與銀斧頭」童話故事的人物，於第40集登場。
妖精們（聲：動畫版─片岡梓、吉田聖子）
莉莉（聲：動畫版─矢作紗友里、香港─魏惠娥）
人魚公主，於第17集登場。
（聲：動畫版─平田真菜、香港─陳琴雲）
蘿蘿（聲：動畫版─原島梢）
（聲：動畫版─片岡梓、香港─曾佩儀）
人魚公主，伴隨著莉莉一起出現。
漢賽爾（聲：動畫版─川庄美雪、香港─袁淑珍）
葛麗特（聲：動畫版─中尾衣里、香港─梁少霞）
上述兩者出自於格林童話《糖果屋》。
薇薇（聲：動畫版─澤城美雪、台灣─石采薇、香港─梁少霞）
一隻貓型的魔法寵物。
喜歡著古利斯。為了幫他解咒而來到人類世界。
常常用信用卡等的普通日常用的卡片照着古利斯，以為可變回王子，但未能成功（古利斯早料到）。
一寸法師（聲：動畫版─古島清孝、香港─張方正）
於第30集登場。
紅葉（聲：動畫版─庄司宇芽香、香港─鄭麗麗）
一寸法師的妻子，於第30集登場。
阿拉丁（聲：動畫版─山口勝平、香港─羅杏芝）
神燈妖精，於第36集登場。
童話王國的聖誕老人（聲：動畫版─小室正幸、香港─林國雄）
於第38集登場。
小紅帽（聲：動畫版─伊藤加奈惠、香港─張頌欣）
頭上帶著獸耳頭飾。
乙姬（聲：動畫版─生天目仁美、香港─張頌欣）
出自於日本童話《浦島太郎》。
浦島太郎（聲：動畫版─稻葉實、香港─陳欣）
出自於日本童話《浦島太郎》。
龜千代（聲：動畫版─松尾大亮）
出自於日本童話《浦島太郎》。
魔女（聲：動畫版─井上喜久子、台灣─吳貴竹、香港─羅杏芝）
於第39集登場。因為想要成為No.1美女，所以想LilPri消失，但最後魔鏡說出只要提升魔女氣質也可以成為美麗No.1，所以就不再想要LilPri消失。
原型來自白雪公主中的壞皇后。
裸之國王（聲：動畫版─木內秀信、香港─林國雄）
出自於《國王的新衣》。

## 電視動畫
由2010年4月4日開始在東京電視台以《變身！公主偶像》為標題播放。而台灣則以「變身公主」為標題在台播出（註：並非另外一部以男扮女裝為主題的漫畫《變身公主》）。香港則以《童話公主》在2012年10月8日在無綫兒童台播出，2013年4月19日在無綫電視翡翠台播出。

### 工作人员
- 原案 - SSJ
- 監督 - 森脇真琴
- 系列構成 - 山田由香
- 人物設計、總作画監督 - 渡邊敦子
- 道具設計 - 仲田美步
- 美術監督 - 新田博史、山子泰弘
- 色彩設計 - 山本智子
- 攝影監督 - 宮川淳子
- 編輯 - 笠原義宏
- 音樂 - 村松崇繼
- 音響監督 - 菊田浩巳
- 製片人 - 和田慎之介、佐藤麻夕美、關田有應
- 動畫製作 - Telecom Animation Film Co., Ltd.
- 製作 - 東京電視台、小學館集英社製作、TMS娛樂

### 主題歌
| 類別   | 序號 | 曲名                              | 話數           | 作詞             | 作曲             | 編曲               | 歌手       |
| ------ | ---- | --------------------------------- | -------------- | ---------------- | ---------------- | ------------------ | ---------- |
| 片頭曲 | 1.   | 「リトル♥ぷりんせす」             | 第1話〜第25話  | おとぎの国音楽隊 | おとぎの国音楽隊 | 涌井啟一、千葉直樹 | リルぷりっ |
| 片頭曲 | 2.   | 「アイドルール」                  | 第26話〜第51話 | 2℃               | 齋藤悠弥         | 高橋諭一、齋藤悠弥 | リルぷりっ |
| 片尾曲 | 1.   | 「オトナになるって難しい！！！」  | 第1話〜第25話  | つんく           | つんく           | 板垣祐介           | S/mileage  |
| 片尾曲 | 2.   | 「ヴィラヴィラヴィロー！」        | 第26話〜第51話 | 辻りんめい       | 林あきひと       | 林あきひと         | リルぷりっ |
| 插曲   | 1.   | 「ハッピーゴーラッキー☆ぷりっ！」 | 第14話〜第51話 | おとぎの国音楽隊 | おとぎの国音楽隊 | 涌井啟一、大場康司 | リルぷりっ |
| 插曲   | 2.   | 「プロスペクト☆ぷりっ」           | 第27話〜第51話 | おとぎの国音楽隊 | おとぎの国音楽隊 | -                  | リルぷりっ |
| 插曲   | 3.   | 「無限大ワンダーガール」          | 第40話〜第51話 | おとぎの国音楽隊 | おとぎの国音楽隊 | -                  | リルぷりっ |

### 各集列表
| 集數   | 日文標題 | 台灣標題                 | 香港標題                          | 脚本     | 分镜              | 演出                  | 作画監督                                           | 相關童話              |
| ------ | -------- | ------------------------ | --------------------------------- | -------- | ----------------- | --------------------- | -------------------------------------------------- | --------------------- |
| 第1集  |          | 找到公主殿下了           | 找到公主了☆Pri！                  | 山田由香 | 森脇真琴          | 富澤信雄              | 野口寬明 八崎健二                                  |                       |
| 第2集  |          | 魔法宠物的大失败         | 魔寵物做錯事☆Pri！                | 笹野惠   | 森脇真琴          | 伊藤靖                | 宍戶久美子 野口寬明 八崎健二                       |                       |
| 第3集  |          | 公主是小迷糊             | 公主真是粗心大意☆Pri！            | 廣田光毅 | 佐藤昌文          | 佐藤昌文              | 柴田志朗                                           |                       |
| 第4集  |          | 大師到家裡來了           | 老師來了☆Pri！                    | 戶隱三子 | 高柳哲司          | 小山田桂子 矢野雄一郎 | 牧内ももこ                                         |                       |
| 第5集  |          | 失走風波大騷動           | 迷路還闖禍了☆Pri！                | 中村能子 | 尼野浩正          | 奥村吉昭              | 末永宏一 野口寬明 高田洋一                         |                       |
| 第6集  |          | 公主們要修行了           | 公主修行☆Pri！                    | 笹野惠   | 浪速勉            | 近藤一英              | 渡邊奈月 柴田志朗                                  |                       |
| 第7集  |          | 我不想再練習了           | 放棄練習☆Pri！                    | 山田由香 | 矢野雄一郎        | 矢野雄一郎            | 野口寬明                                           |                       |
| 第8集  |          | 快去追尋Wish             | 追尋Wish☆Pri！                    | 土屋理敬 | 金崎貴臣          | 池畠博史              | 牧内ももこ 宍戶久美子 野口寛明 白井裕美子 西真由子 |                       |
| 第9集  |          | 公主們踢足球             | 公主足球☆Pri！                    | 廣田光毅 | 佐藤昌文          | 佐藤昌文              | 柴田志朗 渡邊奈月 五十内裕輔                       |                       |
| 第10集 |          | 五七五愛的詩句           | 小勝愛意滿滿☆Pri！                | 戶隱三子 | 森脇真琴          | 政木伸一 小山田桂子   | 野口寬明 白井裕美子 西真由子 牧内ももこ            |                       |
| 第11集 |          | 巨大的灰姑娘             | 很大的灰姑娘☆Pri！                | 笹野惠   | 藤本義孝          | 渡邊健一郎            | 末永宏一 野口寬明 高須美野子 高田洋一              | 灰姑娘                |
| 第12集 |          | 世界第一的蘋果派         | 世界第一的蘋果批☆Pri！            | 中村能子 | 浪速勉            | 福本潔                | 五十内裕輔 内野明雄                                |                       |
| 第13集 |          | 最後的公主變身？         | 最後的公主變身☆Pri！              | 土屋理敬 | 富澤信雄          | 富澤信雄              | 渡邊敦子 片山みゆき                                |                       |
| 第14集 |          | 來到童話王國了           | 去了童話王國☆Pri！                | 山田由香 | 矢野雄一郎        | 矢野雄一郎            | 山内則康                                           |                       |
| 第15集 |          | 真的嗎？真正的魔術       | 是真實的魔術☆Pri！                | 戶隠三子 | 佐藤昌文          | 佐藤昌文              | 柴田志朗 國行由里江                                |                       |
| 第16集 |          | 穿上快樂鞋去參加發表會   | 快樂鞋的發表會☆Pri！              | 廣田光毅 | 渡邊健一郎        | 渡邊健一郎            | 末永宏一 高田洋一                                  |                       |
| 第17集 |          | 人魚公主莉莉             | 人魚莉莉☆Pri！                    | 土屋理敬 | 金崎貴臣          | 小山田桂子            | 野口寬明 高須美野子 末永宏一 高田洋一              | 人魚公主              |
| 第18集 |          | 歡迎回來，蕾拉的爸爸     | Wish回來了由爸爸☆Pri！            | 中村能子 | 浪速勉            | 福本潔                | 五十内裕輔 内野明雄                                |                       |
| 第19集 |          | 試膽大會來了             | 試膽大會☆Pri！                    | 笹野惠   | 矢野雄一郎        | 矢野雄一郎            | 末永宏一 白井裕美子                                |                       |
| 第20集 |          | 快想起來吧，魔法寵物     | 記起了！魔寵物☆Pri！              | 戶隱三子 | 佐藤昌文          | 渡邊健一郎            | 山内則康                                           |                       |
| 第21集 |          | 公主要當媽媽             | 公主做媽媽☆Pri！                  | 廣田光毅 | 佐藤昌文          | 關田修                | 柴田志朗 國行由里江 五十内裕輔                     |                       |
| 第22集 |          | 夏日回憶的飛人英雄       | 日夏日回憶！非常啦☆Pri！          | 中村能子 | 富澤信雄 大畑清隆 | 矢野雄一郎 伊藤靖     | 野口寬明 末永宏一                                  |                       |
| 第23集 |          | 糖果屋從天而降了         | 從天而降的糖果屋☆Pri！            | 笹野惠   | 富澤信雄          | 小山田桂子            | 高田洋一 西真由子 加藤健二 西村昭子                | 漢賽爾和葛麗特        |
| 第24集 |          | 超搶手的輝夜公主         | 大受歡迎的輝夜姬☆Pri！            | 土屋理敬 | 浪速勉            | 菜香ゆき              | 中谷友紀子                                         | 竹取物語              |
| 第25集 |          | 祕密被揭穿了             | 秘密曝光了☆Pri！                  | 戶隱三子 | 空島カルタ        | すがやゆりこ          | 古川博之 加藤健二 西村昭子                         |                       |
| 第26集 |          | 童話王國的王子           | 童話王國的王子☆Pri！              | 山田由香 | 富澤信雄          | 小山田桂子            | 末永宏一 渡辺敦子                                  |                       |
| 第27集 |          | 充滿夢想和希望的蛋包飯   | 夢想與希望的蛋包飯☆Pri！          | 山田由香 | 佐藤昌文          | 關田修                | 國行由里江 五十内裕輔                              |                       |
| 第28集 |          | 惡作劇的魔法寵物，皮皮   | 惡作劇魔寵物比比☆Pri！            | 土屋理敬 | 山本三輪子        | 室谷靖                | 野口寛明 白井裕美子                                |                       |
| 第29集 |          | 由誰來當班長比較好呢     | 誰做班長好呢☆Pri！                | 廣田光毅 | 渡邊健一郎        | 渡邊健一郎            | 末永宏一 古川博之                                  |                       |
| 第30集 |          | 在下是一寸法師           | 我是一寸法師☆Pri！                | 笹野惠   | 佐藤昌文          | 政木伸一              | 中谷友紀子                                         | 一寸法師              |
| 第31集 |          | 發現小小魔女了           | 找到小魔女☆Pri！                  | 中村能子 | 高柳哲司          | 小山田桂子            | 木下勇喜                                           |                       |
| 第32集 |          | 傳達吧，變身公主之歌     | 傳開去了 Lil' Pri 的歌☆Pri！      | 戶隱三子 | 矢野雄一郎        | 矢野雄一郎            | 西真由子 加藤健二 西村昭子                         |                       |
| 第33集 |          | 變身公主是愛神           | Pri pri丘比特☆Pri！               | 土屋理敬 | 佐藤昌文          | 佐藤昌文              | 國行由里江 五十内裕輔                              |                       |
| 第34集 |          | 公主劇場                 | 公主劇場☆Pri！                    | 廣田光毅 | 高柳哲司          | 富澤信雄              | 高田洋一 牧内モモコ                                |                       |
| 第35集 |          | 魔法卡片OH，有危險了     | 魔法卡Oh大件事☆Pri！              | 中村能子 | 山本三輪子        | 伊藤靖                | 野口寬明 白井裕美子                                |                       |
| 第36集 |          | 阿南咖哩偶像             | 烤餅與咖哩偶像☆Pri！              | 笹野惠   | 高柳哲司          | 菜香ゆき              | 中谷友紀子                                         | 阿拉丁                |
| 第37集 |          | 魔法寵物，寵物哪裡去了？ | 魔寵物究竟去了哪裡呢☆Pri！        | 戶隱三子 | 今泉賢一          | 小山田桂子            | 末永宏一 加藤健二 西村昭子                         | 青蛙王子              |
| 第38集 |          | 花崎市的聖誕老公公       | 花開町的聖誕老人☆Pri！            | 廣田光毅 | 山本三輪子        | 室谷靖                | 高田洋一 西真由子 末永宏一                         |                       |
| 第39集 |          | 童話王國的大派對         | 童話王國的聖誕Party☆Pri！         | 土屋理敬 | 佐藤昌文          | 佐藤昌文              | 國行由里江 五十内裕輔                              |                       |
| 第40集 |          | 公主樣無限大             | 公主氣質無限大☆Pri！              | 山田由香 | 櫻井弘明          | 富澤信雄 森脇真琴     | 末永宏一 野口寬明 渡邊敦子                         | 小紅帽                |
| 第41集 |          | 歡迎你，小紅帽           | 歡迎小紅帽☆Pri！                  | 中村能子 | 高柳哲司          | 小山田桂子            | 白井裕美子 古川博之                                | 小紅帽                |
| 第42集 |          | 佳蓮的天鵝飛躍           | 可憐跳與天鵝跳☆Pri！              | 笹野惠   | 菜香ゆき          | 菜香ゆき              | 中谷友紀子                                         |                       |
| 第43集 |          | 小代要減肥               | 妲伊減肥☆Pri！                    | 廣田光毅 | 高林久弥          | 高林久弥              | 野口寬明 末永宏一                                  |                       |
| 第44集 |          | 小綠想變成一條龍         | 廖可突然想變成龍☆Pri！            | 土屋理敬 | 高柳哲司          | 小山田桂子            | 高田洋一 加藤健二                                  |                       |
| 第45集 |          | 乙姬公主的小小招待       | 月姬小姐提供小小的款待☆Pri！      | 戶隱三子 | 佐藤昌文          | 佐藤昌文              | 中谷友紀子 五十内裕輔 柴田志朗                     | 浦島太郎              |
| 第46集 |          | 再見了Wish               | 再見了WISH☆Pri！                  | 中村能子 | 渡邊健一郎        | 渡邊健一郎            | 白井裕美子 末永宏一 古川博之                       |                       |
| 第47集 |          | No.1！魔女來了？         | Number 1！？魔女來到了☆Pri！      | 笹野惠   | 高柳哲司          | 富澤信雄              | 野口寬明 高田洋一 西真由子                         | 一寸法師              |
| 第48集 |          | 快找出特別的禮服         | 尋找製造Special Dress的材料☆Pri！ | 廣田光毅 | 高柳哲司          | 菜香ゆき              | 中谷友紀子 五十内裕輔                              | 一寸法師 小矮人的鞋屋 |
| 第49集 |          | 再見了，變身公主         | Lil' Pri要說再見☆Pri！            | 中村能子 | 高柳哲司          | 小山田桂子            | 末永宏一 高田洋一 加藤健二 西村昭子                | 國王的新衣 白鶴報恩   |
| 第50集 |          | 閃亮吧！真正的公主！     | 閃耀啦Princesses變身☆Pri！        | 山田由香 | 高林久弥          | 高林久弥              | 野口寬明 白井裕美子 西真由子                       |                       |
| 第51集 |          | 小小公主！變身公主！     | Lil' Pri！☆Pri！                  | 山田由香 | 森脇真琴          | 森脇真琴 伊藤靖       | 渡邊敦子 高田洋一 仲田美步                         |                       |

### 播放電視台

#### 日本
| 放送地域       | 放送局         | 放送期間                      | 放送日時                        | 放送系列   |
| -------------- | -------------- | ----------------------------- | ------------------------------- | ---------- |
| 關東地區       | 東京電視台     | 2010年4月4日 - 2011年3月27日  | 星期日 09:00 - 09:30            | 東京電視網 |
| 北海道         | TV北海道       | 2010年4月4日 - 2011年3月27日  | 星期日 09:00 - 09:30            | 東京電視網 |
| 愛知縣         | 愛知電視台     | 2010年4月4日 - 2011年3月27日  | 星期日 09:00 - 09:30            | 東京電視網 |
| 大阪府         | 大阪電視台     | 2010年4月4日 - 2011年3月27日  | 星期日 09:00 - 09:30            | 東京電視網 |
| 岡山縣、香川縣 | 濑户内電視台   | 2010年4月4日 - 2011年3月27日  | 星期日 09:00 - 09:30            | 東京電視網 |
| 福岡縣         | TVQ九州放送    | 2010年4月4日 - 2011年3月27日  | 星期日 09:00 - 09:30            | 東京電視網 |
| 奈良縣         | 奈良電視台     | 2010年4月10日 - 2011年4月9日  | 星期六 08:30 - 08:59            | 獨立UHF局  |
| 和歌山縣       | 和歌山電視台   | 2010年4月12日 - 2011年4月11日 | 星期一 17:30 - 18:00            | 獨立UHF局  |
| 秋田縣         | 秋田電視台     | 2010年4月13日 - 2011年4月19日 | 星期二 16:23 - 16:53            | 富士電視網 |
| 日本全域       | AT-X           | 2010年4月14日 - 2011年4月6日  | 星期三 09:00 - 09:30 （有重播） | 衛星電視   |
| 青森縣         | 青森朝日放送   | 2010年4月15日 - 2011年4月21日 | 星期四 16:30 - 17:00            | 朝日電視網 |
| 石川縣         | 金澤電視台     | 2010年4月19日 - 2011年4月25日 | 星期一 15:53 - 16:23            | 日本電視網 |
| 宮城縣         | 東日本放送     | 2010年4月20日 - 2011年9月28日 | 星期二 16:02 - 16:31            | 朝日電視網 |
| 廣島縣         | 廣島HOME電視台 | 2010年5月1日 - 2011年5月14日  | 星期六 06:30 - 07:00            | 朝日電視網 |
| 鳥取縣、島根縣 | 日本海電視台   | 2010年5月9日 - 2011年5月22日  | 星期日 05:10 - 05:40            | 日本電視網 |
| 滋賀縣         | 琵琶湖放送     | 2010年5月10日 - 2011年5月30日 | 星期一 19:30 - 20:00            | 獨立UHF局  |
| 鹿兒島縣       | 鹿兒島電視台   | 2010年5月16日 - 2011年5月29日 | 星期日 06:15 - 06:45            | 富士電視網 |
| 愛媛縣         | 南海放送       | 2010年5月17日 - 2011年5月16日 | 星期一 15:53 - 16:23            | 日本電視網 |
| 長野縣         | 長野放送       | 2010年5月25日 - 2011年6月7日  | 星期二 15:30 - 16:00            | 富士電視網 |
| 岩手縣         | 岩手可愛電視台 | 2010年5月26日 - 2011年6月15日 | 星期三 16:45 - 17:15            | 富士電視網 |
| 靜岡縣         | 静岡朝日電視台 | 2010年5月29日 - 2011年6月11日 | 星期六 06:45 - 07:15            | 朝日電視網 |

## 外部連結
- 東京電視台節目主頁（页面存档备份，存于） （日語）